# Vagués
Vagues o Paraje de Vagues es un pequeño pueblo rural de la provincia de Buenos Aires perteneciente al partido de San Antonio de Areco. Se encuentra a 134 km en dirección norte de la Ciudad Autónoma de Buenos Aires.

## Población
Durante los censos nacionales del INDEC de 2001 y 2010 fue considerada como población rural dispersa.

## Ferrocarril
Estación: Vagués es una estación ferroviaria ubicada en la localidad del mismo nombre, partido de San Antonio de Areco, Provincia de Buenos Aires, Argentina.
Servicios
El ramal dejó de transitar en 1992, por lo que actualmente no se prestan servicios de pasajeros. Actualmente es operada por el Nuevo Central Argentino pero los trenes de cargas no corren.
Historia
En el año 1894 fue inaugurada la estación Vagués, por parte del Ferrocarril Central Argentino, en el ramal ferroviario Retiro-Victoria-Capilla del Señor-Pergamino y también el empalme hacia la ciudad de Luján. El nombre recuerda al capitán Blandengues Don José Vagués, que tuvo larga actuación en la época colonial durante las guerras de las fronteras.

## El poblado
Sus árboles añejos, su vieja estación de tren y el arroyo que lleva su mismo nombre le permitirán disfrutar de una postal detenida en el tiempo.

## Escuela Primaria Nº 7 Paula Albarracín
La Escuela Primaria Nº 7 "Paula Albarracín" fundada en el año 1886, el en pueblo de Vagues que está situado a 6 km de San Antonio de Areco y es dirigida por la docente Dora Angela Ferro. Esta querida escuela que integra la Región 13 se ha trasladado por varios parajes de la zona y en el año 1995 tuvo que ser cerrada por falta de matrícula. Sin embargo el 9 de marzo de 2009 reabrió sus puertas para continuar educando con el lema "El arte más difícil y al propio tiempo más útil es el de saber educar"

## Como llegar
En el cruce de las 8 y 41 deberá tomar la ruta principal nº 41 hacia San Andrés de Giles (sur) aproximadamente 2 km hasta encontrar el acceso a Vagués señalizado, por el acceso asfaltado deberá recorrer 3 km hasta llegar al pueblo, solo toma 5 minutos.